# 二丁胺
二丁胺即二正丁胺是一种有机化合物，属于仲胺，化学式为C8H19N。它可由正丁醇的氨化氢化反应制得，反应同时产生丁胺、二丁胺和三正丁胺，通过精馏可以得到二丁胺。它可用于合成N,N-二丁基甲酰胺及N,N-二丁基乙醇胺等化学品。